# 丸川哲史
丸川 哲史（まるかわ てつし、1963年11月 - ）は、日本の歴史家、文芸評論家、明治大学政経学部教授。

## 人物
和歌山県生まれ。1988年明治大学文学部卒業、1990年法政大学大学院日本文学科修士課程修了、同年財団法人交流協会日本語教育専門家、1994年財団法人海外漁業協力財団日本語教育専門家。
2000年一橋大学大学院言語社会研究科博士課程単位取得満期退学。2006年「台湾における二．二八事件前／後の文学空間―脱植民地期化と祖国化の交錯する磁場―」で一橋大学博士（学術）。
2001年学習院大学東洋文化研究所助手、2002年明治大学政経学部助手、助教授、2007年准教授、教授。
はじめ小倉虫太郎の筆名で文芸評論を書き、1997年本名で「『細雪』試論」により群像新人文学賞評論部門優秀作。その後日本文学、台湾の植民地時代研究に移行する。小倉の筆名は2000年まで使っていた。

## 劉暁波への批判とそれへの反応
2011年2月刊行の『最後の審判を生き延びて――劉暁波文集』（岩波書店）の「訳者解説」において、解説者である丸川哲史および鈴木将久が、劉暁波と彼へのノーベル平和賞授与を批判した。解説者たちと岩波書店に対して子安宣邦が以下のように反論した。「岩波書店によるこの書の刊行は、岩波書店の歴史だけではない、日本の出版史上に汚点を残す大きな不正である。それは道徳的にも、思想的にも許されるものではない」と厳しい批判を加えている。子安は「岩波書店および雑誌『世界』は、劉暁波が「08憲章」を2008年12月に公表してから、中国民主化運動に関心を示すどころか、劉暁波のノーベル平和賞受賞について雑誌において全く言及しないほど一貫して無視してきたにもかかわらず、劉暁波のノーベル平和賞受賞後、一転して劉暁波文集について独占的出版権を得た」。「・・・『良識』を看板にしてきた岩波書店の商業主義的な退廃はここまできたか」と嘆いた。解説者たちは「『08憲章』における中国の民主的改革構想に、そしてその中心的起草者である劉暁波に対するノーベル賞の授賞に疑問がある」とさえ述べている。子安は以下の「訳者解説」の文章を俎上に載せた。
「人権や表現の自由という理念それ自体に関しては、実のところ誰も反対していないのであれば、劉氏への授賞の理由『長年にわたり、非暴力の手法を使い、中国において人権問題で闘い続けてきた』こととは別のところで、授賞は劉氏と『〇八憲章』の思想にある国家形態の転換に深く関連してしまう、ということである。平和賞授賞は、中国政府からすれば、やはり中国の国家形態の転換を支持する『内政干渉』と解釈されることとなりそうだ。その意味からも、ノーベル平和賞が持っている機能に対する問いを立てざるを得なくなる。」
以上の「訳者解説」の文章について、子安宣邦は以下のように反論した。
「これは実に曖昧で、不正確で、不誠実な文章である。劉暁波問題という現実とあまりに不釣り合いな、いい加減な文章である。これを読んで、何かが分かるか。分かるのはこの『解説』の筆者が中国政府の立場を代弁していることだけであろう。劉暁波は中国の国家体制の転覆を煽動する犯罪者であり、その国内犯罪者に授賞することは内政干渉であるとは、中国政府が主張するところである。丸川・鈴木はこの中国政府の主張と同じことを、自分の曖昧な言葉でのべているだけである。この曖昧さとは、これが代弁でしかないことを隠蔽する言語がもつ確信の無さである。私はこれほど醜悪で、汚い文章を読んだことはない。」
「劉暁波のノーベル賞受賞に因んで出版された書に、その授賞そのものを疑う 『解説』が付されていることをどう考えたらよいのか。これは常識的には考えられない出版行為である。これは普通ではない。特別な意図をもってした出版としてしか考えようがない。」
以上の議論ののち子安は岩波書店に謝罪と訂正改版の処置を公開で要求した。しかし今なお丸川哲史、鈴木将久、岩波書店いずれからも応答はない。
高井潔司は子安宣邦の「訳者解説」批判には事実誤認があるとしつつも、依然「劉暁波氏の受賞を歓迎しない岩波解説」は、「曖昧さを残している」と指摘した。解説者たちは「訳者解説」で「『08憲章』に対して書名しなかった人が存在する」として、秦暉を挙げた。解説者たちは「（秦氏は）『08憲章』がかつてヴァーツラフ・ハヴェル氏などが中心になって署名運動を展開したチェコスロバキアの『77憲章』を多く模倣しているとして、しかし社会状態の違う中国においてそのような手法は有効だろうか」と問いを立てた。つづけて、「なぜなら、1977年のチェコスロバキアにおいては恐怖の圧政が第1番の課題であったが、現在の中国において喫緊の課題はむしろ経済問題だ。…そのような歴史的前提のない中国においては、それよりも、福祉や公共サービスをどうするかという『生存権』の議論の方が重要であるが、『08憲章』にはそれがない」と疑問符をつけた。劉暁波は「改革開放が国家の発展と社会の変化をもたらした」と断言している。くわえて、「仇敵意識の弱まりは、政権に対してしだいに人権の普遍性を受け入れるようになり、1998年には中国政府は国連の二つの重要な国際人権規約への署名を世界に約束したが、これは中国が普遍的な人権について国際的な基準の承認を行ったことを示すものであった。2004年に全国人民代表大会が憲法を改正し、『国家は人権を尊重し保障する』という文言をはじめて憲法を書き入れ、これは人権がすでに中国の法治の根本的な原則の一つになったことを示している」と述べた。高井はこれを受けて、劉暁波が生存権や経済を考慮していないという訳者たちの批判は全く当たらないとして、「秦氏こそ、いまや日本を追い越し世界第2のGDP大国となりながら、『生存権の方が大事』と主張し、政治改革や人権改善を先送りしようとする中国当局の代弁者になり下がっている」と批判する。さらに「訳者解説」では、ノーベル平和賞受賞決定後の10月11日に中国共産党内の自由派党員たちが「公民の言論出版の自由を実現しよう」とする公開書簡運動を取り上げられている。いわく、「この公開書簡では、中国共産党総書記胡錦濤や国務院総理温家宝が言論の自由の重要性を述べた発言が強調された。日本ではあまり注目されていないが、温家宝は、2010年8月の深圳の講話から始まり、国内外で数回にわたり政治体制改革を進める決意を語った」。さらに、「この公開書簡の求めた道は、中国共産党内の改革派の力を強めることであり、胡錦濤や温家宝の発言を実現することであった。劉曉波氏のノーベル平和賞受賞を境に、温家宝総理の政治体制改革への意欲は聞かれなくなった。長期的に見たとき、こうしたことが中国の民主化にどのような影響を与えるかは未知数である」と説明した。高井はこれに対しても、あたかも劉暁波のノーベル平和賞受賞が共産党内の改革派の足を引っ張ったかのように記述していると批判した。他方、矢吹晋は2011年4月の『劉曉波と中国民主化の行方』（花伝社）のまえがきで「本書は劉暁波のノーベル平和賞受賞を契機として出版されるが、ノーベル賞に便乗しようというさもしい本ではない」と反論している。しかし、高井は矢吹が「訳者解説」を皮肉っていることは明々白々と指摘した。
丸川哲史は柄谷行人との「長池講義」において、劉暁波の思想がネオコンの思想家として著名なフランシス・フクヤマの思想を踏襲したものと指摘した。とりわけ「08憲章」14条における土地の私有化、15条における「財産権改革を通じて、多元的市場主体と競争メカニズムを導入し、金融参入の敷居を下げ、民間金融の発展に条件を提供し、金融システムの活力を充分に発揮させる」という箇所について、新自由主義的であると批判した。

## 著書

### 単著
- 『台湾、ポストコロニアルの身体』（青土社、2000年）
- 『リージョナリズム』思考のフロンティア（岩波書店、2003年）
- 『帝国の亡霊――日本文学の精神地図』（青土社、2004年）
- 『冷戦文化論――忘れられた曖昧な戦争の現在性』（双風舎、2005年）増補改訂版、論創社、2020
- 『日中100年史――二つの近代を問い直す』（光文社新書、2006年）
- 『台湾における脱植民地化と祖国化――二・二八事件前後の文学運動から』台湾研究叢書（明石書店、2007年）
- 『ポスト〈改革開放〉の中国――新たな段階に突入した中国社会・経済』（作品社、2010年）
- 『竹内好――アジアとの出会い』（河出ブックス、2010年）
- 『台湾ナショナリズム――東アジア近代のアポリア』（講談社選書メチエ、2010年）
- 『魯迅と毛沢東――中国革命とモダニティ』（以文社、2010年）
- 『東アジア論』ブックガイドシリーズ・基本の30冊（人文書院、2010年）
- 『思想課題としての現代中国――革命・帝国・党』（平凡社、2013年）
- 『魯迅出門』（インスクリプト、2013年）
- 『阿Qの連帯は可能か?――来たるべき東アジア共同体のために』（せりか書房、2015年）
- 『中国ナショナリズム――もう一つの近代を読む』（法律文化社、2015年）

### 共編著
- 鈴木将久『竹内好セレクション――「戦後思想」を読み直す（1-2）』（日本経済評論社、2006年）
- 広井良典・管啓次郎・高橋源一郎・長谷川一・柄谷行人・金子勝・國分功一郎・堤未果『知の現在と未来――岩波書店創業百年記念シンポジウム』（岩波書店、2014年）
- 『野生の教養 飼いならされず、学び続ける』岩野卓司共編、法政大学出版局、2022.11
- 『病と芸術 「視差」による世界の変容』中村高朗編著,谷川渥, 相馬俊樹,虎岩直子共著、東信堂、2022.11

### 訳書
- 陳千武『台湾人元日本兵の手記――小説集「生きて帰る」』台湾研究叢書（明石書店、2008年）
- ジャ・ジャンクー、佐藤賢共訳『ジャ・ジャンク―「映画」「時代」「中国」を語る』（以文社、2009年）
- 温鉄軍『中国にとって、農業・農村問題とは何か？――〈三農問題〉と中国の経済・社会構造』（作品社、2010年）
- 劉霞ほか編、鈴木将久・及川淳子共訳『最後の審判を生き延びて――劉暁波文集』（岩波書店、2011年）
- 陳光興『脱帝国――方法としてのアジア』（以文社、2011年）
- 銭理群、阿部幹雄・鈴木将久・羽根次郎共訳『毛沢東と中国――ある知識人による中華人民共和国史　上・下』（青土社、2012年）
- 鄭鴻生『台湾68年世代、戒厳令下の青春――釣魚台運動から学園闘争、台湾民主化の原点へ』（作品社、2014年）
- 羅永生、鈴木将久・羽根次郎共編訳『誰も知らない香港現代思想史』（共和国、2015年）
- 汪暉『世界史のなかの東アジア――台湾・朝鮮・日本』（青土社、2015年）
- 陳映真、間ふさ子共訳『戒厳令下の文学――台湾作家・陳映真文集』（せりか書房、2016年）
- 汪暉『世界史のなかの世界――文明の対話、政治の終焉、システムを越えた社会』（青土社、2016年）